# Omanjska (Doboj)
Omanjska (szerbül: Омањска), település Bosznia-Hercegovinában, a Szerb Köztársaság északi régiójában Doboj községben. Omanjska településnek a Szerb Köztársaság területére eső, gyér lakosságú része.

## Fekvése
A település Bosznia-Hercegovina északi részén, Dobojtól légvonalban 8, közúton 12 km-re nyugatra, a Krnjin régióban található.

## Népessége
| Nemzetiségi csoport | Népesség 1991 | Népesség 2013 |
| ------------------- | ------------- | ------------- |
| Szerb               | 8             | 5             |
| Bosnyák             | 0             | 0             |
| Horvát              | 1220          | 1             |
| Jugoszláv           | 0             | 0             |
| Egyéb               | 5             | 0             |
| Összesen            | 1233          | 6             |

## Története
A település 1878-ig tartozott az Oszmán Birodalomhoz, ekkor a berlini kongresszus határozata alapján az Osztrák-Magyar Monarchia része lett. 1879-ben az első osztrák-magyar népszámlálás során a Tešanji járáshoz és Miljanovci községhez tartozó településnek 47 háztartása és 482 római katolikus lakosa volt. 1910-ben a Tesanji járáshoz tartozó településen 75 háztartást, 666 római katolikus, 11 ortodox és 2 muszlim lakost találtak. A monarchia szétesésével 1918-ban előbb a Szerb-Horvát-Szlovén Királyság, majd 1929-től a Jugoszláv Királyság része lett. Az 1929-es törvény értelmében, amikor Bosznia-Hercegovinát négy banovinára, Drinskára, Vrbaskára, Zetskára és Primorskára osztották, a település a Vrbaska banovina része lett, amelynek székhelye Banja Luka volt.
A második világháborúban Jugoszlávia megszállása után a Független Horvát Állam (NDH) része lett. A második világháború után 1992-ig a település a szocialista Jugoszlávia keretében a Bosznia-Hercegovinai Népköztársaság része volt. A boszniai háborút lezáró daytoni békeszerződés rendelkezése alapján az ország területét felosztották a Bosznia-hercegovinai Föderáció és a boszniai Szerb Köztársaság között.  A békeszerződés utáni területmegosztási megállapodás értelmében a háború előtti település területének északi fele, 2,45 km2 területtel a Boszniai Szerb Köztársasághoz és Doboj községhez került, míg a település területének déli, horvátok és muszlimok lakta része, 7,49 km2 területtel a Bosznia-hercegovinai Föderáció Zenica-Doboji kantonjában levő Usora község területénél maradt.